# Costruire HI-FI
La rivista Costruire HI-FI si occupa di progetti tecnici e pratici per impianti hi-fi di alta qualità. È possibile trovare progetti tecnici per amplificatori a valvole (push pull, OTL, etc.) o a stato solido, ma anche progetti e schemi realizzativi per diffusori, pre e finali, pre-phono, giradischi, lettori a stato solido e interfacce iPod. Oltre a progetti riguardanti strumenti musicali, amplificatori a valvole per chitarre elettriche e car audio.

## Storia
La rivista nasce nel 1991 ad opera del suo fondatore Paolo Viappiani e dell'editore Gianfranco Maria Binari; Paolo Viappiani la dirigerà poi continuativamente fino al 2002.
Negli anni vi hanno collaborato progettisti audio italiani e internazionali, tra i quali Bartolomeo Aloia, Ciro Marzio, Cristiano Jelasi, Kyoaki Imai, Luca Chiomenti, Diego Nardi, Pierluigi Marzullo, Alberto Bellino, Paolo Franceschi, Paolo Mattei, Alberto Maltese e Fulvio Chiappetta.
Nel 2003 la testata viene rilevata dalla casa editrice Blu Press, insieme alla sua "cugina" Fedeltà del suono.
Nel 2005 c'è un cambio al vertice: direttore responsabile viene nominato Andrea Bassanelli, che ne è anche l'editore, mentre l'ing. Fulvio Chiappetta ne diventa il direttore.
Da allora il team di lavoro ha dato vita a nuovi prodotti editoriali, quali I Quaderni di Costruire HI-FI, ed a nuovi eventi nel settore quali la cerimonia annuale degli Hi-Fi Awards e la manifestazione Percorsi Sonori.

## Premio
La rivista ha dato vita nel 1994 ad un premio nazionale, gli Hi-Fi Awards, destinato a premiare i migliori operatori e prodotti del settore hi-fi distribuiti in Italia.
Dal 2008 organizza un concorso nazionale dedicato all'autocostruzione di impianti hi-fi denominato Contest Nazionale CHF di Autocostruzione HI-FI